# 12,8 cm FlaK 40
Il 12,8 cm FlaK 40 fu un cannone contraerei usato in Germania nel corso della seconda guerra mondiale. Rappresentò il pezzo più potente a disposizione della difesa contraerea, praticamente sempre da postazioni fisse. Da questo pezzo fu ottenuto anche il prototipo di un cannone controcarro e un cannone montato sul cacciacarri Jagdpanzer VI Jagdtiger.

## Origine

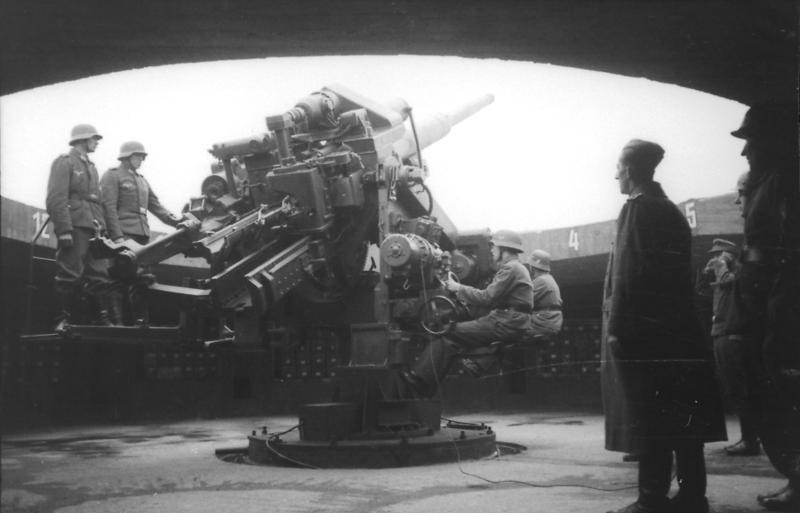
Un pezzo installato in una Flakturm (1943)

Il progetto originale del pezzo venne richiesto alla Rheinmetall nel 1936, sotto la denominazione Gerät 40 (materiale 40), considerando la bassa priorità assegnata al progetto (era disponibile l'ottimo 8,8 cm FlaK e la struttura degli aerei era ancora prevalentemente di legno e tela) il prototipo fu disponibile solo nel 1940. Dopo la costruzione di 6 esemplari mobili (su due carrelli a quattro ruote ciascuno ed affusto a crociera) si constatò che non era possibile il movimento tattico del pezzo, quindi si passò alla scomposizione in due carichi, sistema che comunque si rivelò eccessivamente ingombrante. A questo punto fu deciso di utilizzarlo solo da postazioni fisse o da affusti ferroviari.

## Tecnica
Il cannone nacque subito per essere asservito alle centrali di tiro, quindi l'accensione della cariche del bossolo-proietto (che pesava 60 kg) avveniva elettricamente, con settaggio della spoletta controllato dalla centrale di tiro, quindi per lo sparo era richiesto il consenso sia del capopezzo (Fuervorsteher) sia del servente addetto al settaggio della spoletta (Zünderoperator), entrambi collegati in cuffia con la centrale di tiro.
Il movimento in brandeggio era ottenuto con due motori oleodinamici, mentre un terzo motore controllava il movimento in elevazione.
Il pezzo fu costruito in 570 esemplari, di cui circa 200 su affusto ferroviario.

## Versioni

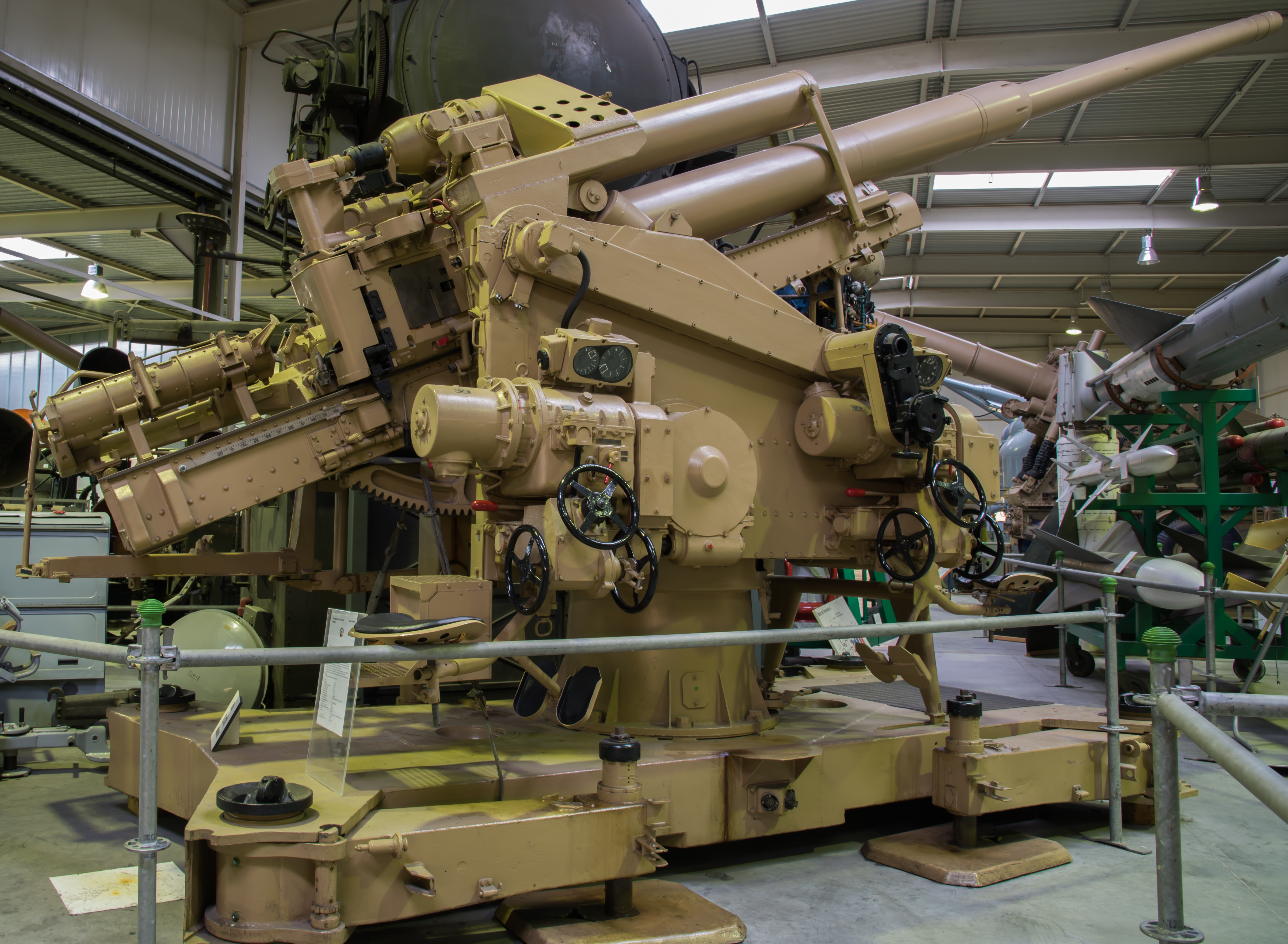
Esemplare al museo Wehrtechnische Studiensammlung Koblenz

Quasi immediatamente dopo l'inizio della produzione in serie fu iniziata la produzione dei Flakzwilling 40 12,8 cm, cioè un affusto binato con due bocche da fuoco da 12,8 cm, di cui una aveva l'apparato di caricamento speculare rispetto all'altra. I Flakzwilling furono impiegati unicamente sulle torri contraerei poste a difesa delle principali città tedesche, e ne furono costruiti solo 33 esemplari.
Sulla meccanica del 12,8 cm furono prodotti anche un 12,8 cm FlaK 45 ed un 12,8 cm PaK 44 (controcarri), che alla fine della guerra non avevano superato lo stato di prototipo.
L'altro cannone di questo calibro fu il 12,8 cm KwK 44 montato sul cacciacarri Jagdpanzer VI Jagdtiger, costruito in soli 70 esemplari, ma in grado di penetrare 200 mm di corazza a 1 000 m di distanza.